# Doctor Khumalo
Treść tego artykułu może nie być zgodna z zasadami neutralnego punktu widzenia.
Dokładniejsze informacje o tym, co należy poprawić, być może znajdują się w dyskusji tego artykułu.
 Po wyeliminowaniu niedoskonałości należy usunąć szablon [[Szablon:Dopracować|]] z tego artykułu.
Theophilus „Doctor” Khumalo (ur. 26 czerwca 1967 w Soweto) – południowoafrykański piłkarz, jeden z najlepszych środkowych pomocników w historii południowoafrykańskiej piłki i klubu Kaizer Chiefs.
Profesjonalną karierę rozpoczął w roku 1986, gdy pierwszy raz zagrał w juniorskiej ekipie Kaizer Chiefs. Jego mentorem był ojciec, Eliakim „Pro” Khumalo, znany w RPA piłkarz z lat 70. i początku 80. Z kolei w roku 1987 Khumalo został przeniesiony do drużyny seniorów Chiefs, gdzie wkrótce zadebiutował meczem przeciwko Orlando Pirates.
W Kaizer Chiefs Khumalo wkrótce osiągnął status prawdziwej gwiazdy, a co ciekawe nigdy nie grał w innym południowoafrykańskim klubie. Chiefsów opuścił jedynie dwa razy, gdy wybierał się na krótkie zagraniczne epizody – grał wtedy w argentyńskim klubie Ferrocarril Oeste (spędził tam pół sezonu w roku 1995 i w amerykańskim Columbus Crew, gdzie z kolei grał w 1996.
Najlepszym okresem w karierze Doctora Khumalo były lata 90. To wtedy wraz z kolegami z Kaizer Chiefs zdobywał trzykrotnie mistrzostwo kraju oraz 5 razy triumfował w różnego rodzaju pucharach. Sam zawodnik w roku 1992 został wybrany Piłkarzem Roku w Afryce. W sumie w barwach Chiefsów rozegrał przeszło 380 spotkań ligowych i pucharowych, strzelając w nich 74 bramki.
Po przywróceniu RPA do FIFA w roku 1992, Khumalo był jednym z zawodników, którzy otrzymali powołanie do reprezentacji RPA na pierwszy oficjalny mecz narodowy, rozegrany w tym samym roku z Kamerunem. 'Bafana Bafana' wygrali 1-0, a decydującą bramkę z rzutu karnego zdobył niezawodny Khumalo. Również w Pucharze Narodów Afryki w roku 1996, w którym zawodnicy z RPA triumfowali, Doctor był jednym z ważniejszych zawodników. Brał również udział w Mistrzostwach Świata 1998, jednak zagrał tam tylko w jednym meczu – przeciwko Arabii Saudyjskiej, zmieniając w 67. minucie meczu Quintona Fortune. W sumie w trykocie reprezentacyjnym widziano go 50 razy. W dwóch spotkaniach pełnił obowiązki kapitana, zaś jego dorobek strzelecki w kadrze zamknął się na 9 trafieniach.
Karierę Khumalo zakończył w roku 2002. Pomimo tego, że wraz z Donaldem „Ace” Khuse, Khumalo jako współtrener wywalczył mistrzostwo ligi z Kaizer Chiefs w sezonie 2002/03 (doprowadzając klub do rekordu w ilości meczów bez porażki – 12 oraz zdobywając nagrodę dla Trenera Miesiąca Castle Premiership, stwierdził, że za cel stawia sobie zostanie managerem piłkarskim. Jest również telewizyjnym komentatorem piłkarskim i prezenterem. Niedawno został zatrudniony jako selekcjoner reprezentacji RPA U-17.
W roku 2004 zajął 62. pozycję w plebiscycie na 100 Najznamienitszych Południowoafrykańczyków. Zwyciężył oczywiście Nelson Mandela. Jeśli zaś chodzi o ludzi związanych z piłką, to wyprzedzili go jedynie znany trener piłkarski i właściciel klubu Jomo Cosmos – Jomo Sono oraz inny znamienity piłkarz z tego kraju – Lucas Radebe.
| Sezon     | Klub              | Kraj      | Rozgrywki                  | Mecze | Bramki |
| --------- | ----------------- | --------- | -------------------------- | ----- | ------ |
| 1987–95   | Kaizer Chiefs     | RPA       | Castle Premiership         | ?     | ?      |
| 1995      | Ferrocarril Oeste | Argentyna | Primera división argentina | ?     | ?      |
| 1995–96   | Kaizer Chiefs     | RPA       | Castle Premiership         | ?     | ?      |
| 1996      | Columbus Crew     | USA       | MLS                        | 25    | 3      |
| 1996–2002 | Kaizer Chiefs     | RPA       | Castle Premiership         | ?     | ?      |